# یاسون ۶۰۶۳
سیارک ۶۰۶۳ (به انگلیسی: 6063 Jason، نامگذاری:1984KB) شش هزار و شصت و سومین سیارک کشف شده‌است که در ۲۷ مه ۱۹۸۴ کشف شد.
قدر مطلق سیارک برابر ۱۵٫۳۰ است.